# Javier Pulgar Vidal
Javier Pulgar Vidal (* 2. Januar 1911 in Panao, Departement Huánuco, Peru; † 18. Mai 2003 in Lima) war ein peruanischer Geograph, der durch sein Hauptwerk von den „acht Regionen Perus“ Berühmtheit erlangte.

## Leben
Pulgar studierte am peruanischen Nationalkolleg für Bergbau in Huánuco und an der Fakultät für Geisteswissenschaften der Pontificia Universidad Católica del Perú.
Seine Dissertation (1940) mit dem Titel „Die acht natürlichen Regionen Perus“ (Las ocho regiones naturales del Perú) stellte einen Bruch mit der traditionellen Einteilung Perus in nur drei geographische Regionen (Küste / costa, Gebirge / sierra und Regenwald / selva) dar. Stattdessen nahm er folgende Einteilung des peruanischen Andenraums von der Pazifikküste bis Amazonien in acht Höhenstufen vor auf Grund von Merkmalen hinsichtlich Klima, Geographie, Fauna und Flora:
- Chala
- Yunga
- Quechua
- Suni
- Puna
- Janca
- Rupa-Rupa
- Omagua

## Werke
- Geografía del Perú; Las Ocho Regiones Naturales del Perú. Edit. Universo S.A., Lima 1979 (Erstveröffentlichung: Las ocho regiones naturales del Perú. In: Boletín del Museo de historia natural „Javier Prado“. n° especial 17. Lima 1941, S. 145–161.).